# Урсатий, Георгий Антонович
Георгий Антонович Урса́тий (1935—2016) — советский и украинский архитектор.

## Биография
Родился 26 июля 1935 года в селе Каниж.
В 1964 году окончил КИСИ.
Умер 23 июля 2016 года в Киеве.

## Произведения
Сооружения в Черкассах:
- комплекс ландшафтного парка (1967),
- финансовый техникум (1971),
- библиотека (1973).

Автор статьи «Вода в ландшафтном парке» (В книге «Опыт строительства, реконструкции и восстановления ландшафтных парков Украины». К., 1976).

## Награды и премии
- Государственная премия имени Т. Г. Шевченко (1979) — за комплекс ландшафтного парка имени 50-летия Великого Октября в Черкассах[1].